# Нагрудный знак «Отличник городского хозяйства Москвы»
Нагрудный знак «Отличник городского хозяйства Москвы» – ведомственный знак отличия, награда Московского Городского Совета депутатов трудящихся.

## Статус знака
Установлен решением Исполнительного Комитета Московского Городского Совета депутатов трудящихся № 1410 «Об установлении значка Московского Городского Совета для вручения особо отличившимся работникам городского хозяйства» от 10 июля 1940 года в соответствии с постановлением Совета Народных Комиссаров Союза ССР № 1178 от 6 июля 1940 года.
Первоначально нагрудным знаком «Отличник городского хозяйства Москвы» награждались по решению Исполнительного Комитета Московского Городского Совета депутатов трудящихся «рабочие-стахановцы, инженерно-технические работники и служащие, особо отличившиеся в работах по реконструкции города Москвы».
Однако во время Великой Отечественной войны формулировка о «работах по реконструкции Москвы» в Положении о нагрудном знаке была заменена на более общую: о награждении «особо отличившихся рабочих, инженерно-технических работников и служащих городского хозяйства города Москвы».

## Правила ношения
Нагрудный знак носится на правой стороне груди и при наличии государственных наград СССР или РСФСР располагается ниже их.

## Описание знака

Удостоверение о награждении писательницы Веры Чаплиной нагрудным знаком «Отличник городского хозяйства Москвы». В бланке удостоверения существует разночтение: на левой странице награда именуется знаком, на правой - значком.

Нагрудный знак «Отличник городского хозяйства Москвы» имеет форму выпуклой пятиконечной звезды с накладным изображением стилизованной композиции, объединяющей Монумент советской конституции и скульптуру «Рабочий и колхозница».
В центре звезды — круг с изображением Спасской башни Московского Кремля и здания Верховного Совета СССР. По окружности звезды — лента с надписью слева направо «Отличник городского хозяйства Москвы». Окаймление знака — лавровые ветви.
На оборотной стороне знак имеет нарезной штифт с гайкой для прикрепления знака к одежде, а также надпись «МОНЕТНЫЙ ДВОР» и порядковый номер, соответствующий номеру наградного удостоверения.
Нагрудный знак «Отличник городского хозяйства Москвы» изготавливался из серебра, с применением эмали и позолоты.
Размер 29×27 мм. Вес 9,57 г.
Вместе со знаком награждённым выдавалось и удостоверение о награждении установленного образца.

## Награждённые
Среди награждённых — Почётный строитель Москвы Николай Константинович Проскуряков, писательница Вера Чаплина (в 1943—1945 годах — директор Производственных предприятий Московского зоопарка), Георгий Алексеевич Шумов (в 1945 году — начальник финансового отдела Управления московского трамвая).